# Giacomo Inaudi
Giacomo Inaudi (Borgata Norat, 13 ottobre 1867 – Champigny-sur-Marne, 10 novembre 1950) è stato un calcolatore prodigio italiano.

## Biografia

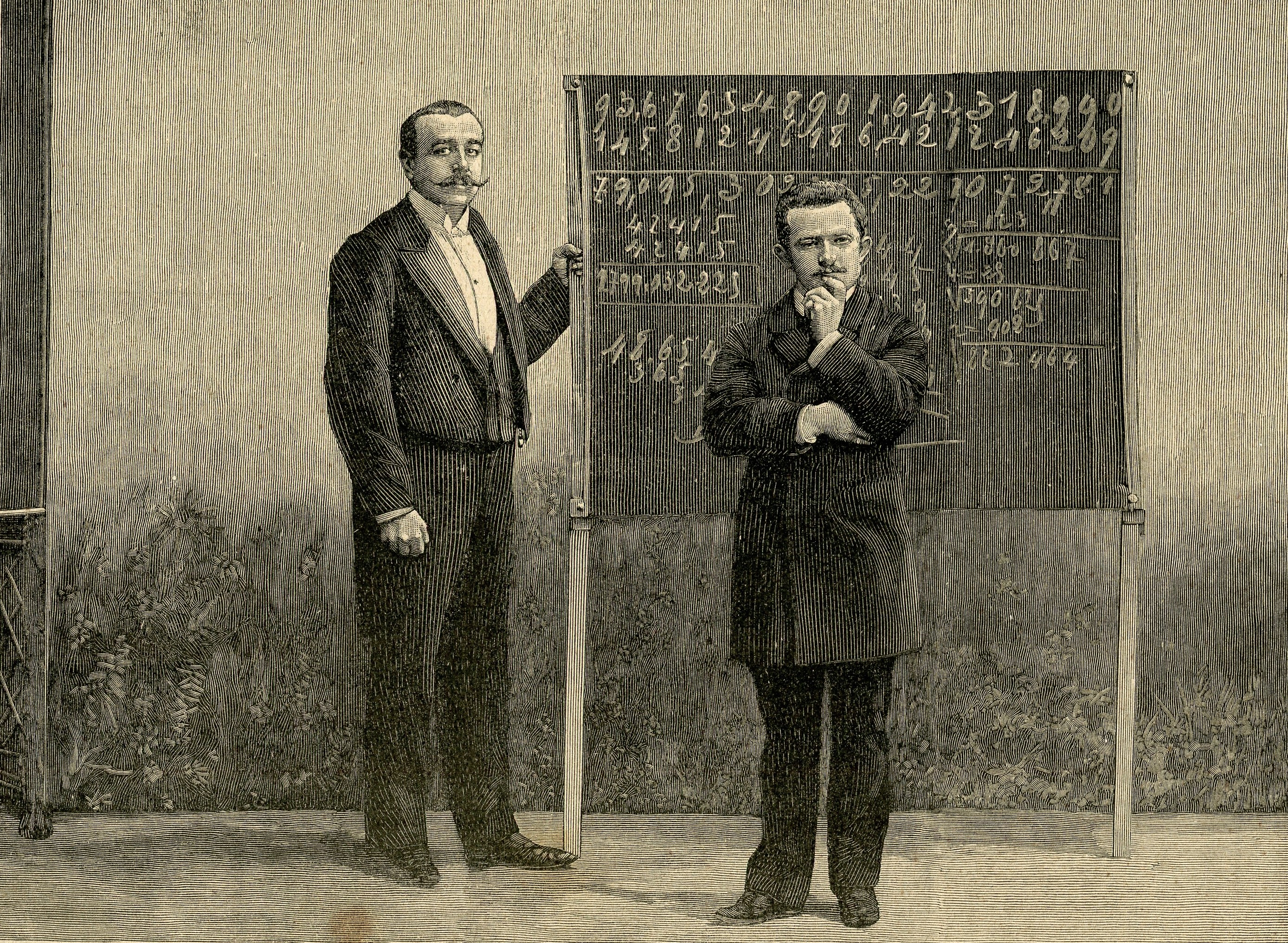
Il calcolatore Giacomo Inaudi al Concerto Parigino (xilografia).

Giacomo Inaudi fu forse il più famoso calcolatore prodigio della storia. Nato poverissimo, da bambino venne avviato al mestiere paterno, il pastore. Ma ben presto mostrò attitudine al calcolo mentale e venne condotto a Marsiglia dove, all'età di 12 anni, incontrò Bénédit Jules Dombey, rappresentante di commercio, che diventerà il suo impresario e di cui sposerà la figlia. Questi lo guiderà in giro per il mondo in una serie di spettacoli, ma anche di incontri con la comunità scientifica. Venne, tra l'altro presentato all'Accademia di Francia che incaricò Jean-Martin Charcot e Alfred Binet di esaminare a fondo le capacità di Inaudi. In particolare, Binet approfondì la questione, facendone oggetto di diverse pubblicazioni.
Altri scienziati francesi si interessarono alle sue capacità: alcuni, come Camille Flammarion, in modo entusiastico; altri, soprattutto matematici, misero in risalto il fatto che i metodi di Inaudi si basavano principalmente sulle sue doti personali (come la prodigiosa memoria) o su "trucchi", e quindi non potevano essere proposti per un utilizzo generalizzato.
Tra le sue capacità, era in grado di sommare o sottrarre tra loro numeri anche di 20 cifre o più, o estrarre radici quadrate e cubiche, in pochi minuti; e sapeva indicare prontamente il giorno della settimana di una qualsiasi data dal Seicento in poi.